# Stenocephalemys griseicauda
Stenocephalemys griseicauda — вид гризунів родини мишевих (Muridae). Зустрічається тільки в Ефіопії. Його природними середовищами існування є субтропічні або тропічні вологі гірські ліси, субтропічні або тропічні високогірні чагарники та субтропічні або тропічні високогірні луки. Йому загрожує втрата середовища проживання.

## Морфологічна характеристика
Гризун середнього розміру з довжиною голови і тіла від 130 до 175 мм, довжиною хвоста від 105 до 160 мм, довжиною стопи від 25 до 33 мм, довжиною вуха від 20 до 30 мм і вагою до 136 грамів. Хутро довге, щільне і шерстисте. Верх варіює від коричневого до піщано-коричневого, уздовж хребта темніший, всіяний довгими чорними волосками, боки світліші, а черевні частини сірувато-білі. Основа волосків скрізь сіре. Навколо очей є більш темні кільця. Вуха великі, сіруваті, злегка вкриті шерстю. Лапи вкриті дрібними білястими волосками. Хвіст приблизно такий же завдовжки, як голова й тіло, і рівномірно сірий.

## Поведінка
Це наземний і нічний вид. Ймовірно, харчується зерном і частинами рослин.